# Indien i olympiska vinterspelen 2006
Indien skickade fyra deltagare till olympiska vinterspelen 2006.

## Deltagande och placeringar

### Alpin utförsåkning
Storslalom damer
- Neha Ahuja

Storslalom herrar
- Hira Lal

### Längdskidåkning
Sprint herrar
- Bahadur Gupta

### Rodel
Singel herrar
- Shiva Keshaven